# Złoto siedmiu świętych
Złoto siedmiu świętych – (ang. Gold of the Seven Saints) – amerykański western z 1961 roku w reżyserii Gordona Douglasa. Film jest adaptacją powieści Steve’a Frazee z 1957 roku pt. Desert Guns.

## Obsada
- Clint Walker jako Jim Rainbolt
- Roger Moore jako Shaun Garret
- Robert Middleton jako Amos Gondora
- Chill Wills jako dr Wilson Gates
- Letícia Román jako Tita
- Gene Evans jako McCracken
- Roberto Contreras jako Armenderez, Gondora Gunman
- Jack Williams jako Ames
- Nestor Paiva jako Gondora Henchman
- Lalo Rios jako Mexican Robber
- Christopher Dark jako Frank
- Art Stewart jako Ricca

## Fabuła
Traperzy Shaun i Jim przypadkowo natrafiają na duże ilości złota, które postanawiają wywieźć konno. Kiedy jednak w czasie podróży ginie im koń, Shaun udaje się do pobliskiego miasta po nowego wierzchowca. Zostaje złapany podczas próby kradzieży ale wykupuje się złotym samorodkiem. Złoto przyciąga uwagę bandyty McCrackena i jego bandy, którzy postanawiają śledzić traperów, by dotrzeć do źródła ich bogactwa. Traperzy jednak orientują się co się dzieje i ukrywają się w hacjendzie właściciela ziemskiego Amos Gondora. Jednak i on wkrótce dowiaduje się o złocie, a Shaun i Jim są zmuszeni walczyć nie tylko o uratowanie złota ale też i życia